# 劍與魔法工作室
劍與魔法（Sword & Sorcery）是白狼遊戲的分支遊戲，主要是出版奇幻風的D20規則，這個生產線出版一些改編自電腦遊戲頗負盛名的角色扮演遊戲規則。

## 出版品
- 無盡的任務（Everquest）
- 魔獸爭霸（Warcraft）
- Ravenloft
- Gamma World
- Trinity Universe
- Dragonmech